# نجاتي شاشماز
نجاتي شاشماز (بالتركية: Necati Şaşmaz) هو ممثل تلفزيوني وسينمائي تركي، اشتهر بتجسيد شخصية مراد علمدار (بولات علمدار) (بالتركية: Polat Alemdar)‏ في مسلسل وادي الذئاب.

## الحياة المبكرة والتعليم
هو شقيق الكاتب والمنتج راجي شاشماز والمخرج زبير شاشماز. ولد في أنقرة، ودرس في مجال السياحة، حيث عمل به لفترة قبل أن ينتقل إلى الولايات المتحدة ويقيم هناك لمدة ست سنوات. بعد أحداث 11 سبتمبر 2001، عاد إلى تركيا وقرر عدم العودة إلى أمريكا.

## المسيرة الفنية
أقنعه شقيقه راجي شاشماز والمخرج عثمان سيناف بقبول دور البطولة في "وادي الذئاب"، ليصبح هذا المسلسل بوابته إلى عالم التمثيل. حظي العمل بشعبية واسعة، وأصبح نجاتي أحد أعلى الممثلين أجرًا وأكثرهم شهرة في تركيا.

## الحياة الشخصية
كان نجاتي شاشماز على علاقة بالممثلة نور فتاح أوغلو، التي اشتهرت بدور "بيسان" في مسلسل العشق الممنوع، لكن العلاقة انتهت لاحقًا.
في 12 ديسمبر 2012، تزوج من نجاهان كشيكجي في إسطنبول، بحضور شخصيات من فريق عمل وادي الذئاب. بعد سبع سنوات من الزواج وإنجاب طفلين، أعلن انفصالهما في سبتمبر 2019، حيث أصدر بيانًا رسميًا عبر محاميه، طالبًا احترام خصوصيتهما، خاصة في ظل وجود طفلين. لم يتم الكشف عن أسباب الطلاق.

## أعماله
| الافلام         | الافلام            | الافلام      | الافلام     |
| السنة           | العمل              | الدور        | ملاحظات     |
| --------------- | ------------------ | ------------ | ----------- |
|                 |                    |              |             |
| 2017            | وادي الذئاب الوطن  | نجاتي شاشماز | بطولة       |
| 2011            | وادي الذئاب فلسطين | نجاتي شاشماز | بطولة       |
| 2006            | وادي الذئاب العراق | نجاتي شاشماز | بطولة       |
| التلفزيون       |                    |              |             |
| السنة           | العمل              | الدور        | ملاحظات     |
| 2003 - 2005     | وادي الذئاب        | مراد علمدار  | بطولة       |
| 2005            | آلة الخبر          | مراد علمدار  | ضيف         |
| 2007 - إلى 2016 | وادي الذئاب الكمين | مراد علمدار  | بطولة، منتج |
| 2010            | سفرة خليل إبراهيم  | نجاتي شاشماز | ضيف         |
| 2012            | قانون الذئاب       | أنور باشا    | ضيف         |
| 2015            | الصندوق الأسود     |              | منتج        |
| 2019            | المناوبة (مسلسل)   |              | منتج، كاتب  |

## وصلات خارجية
- نجاتي شاشماز على موقع IMDb (الإنجليزية)
- نجاتي شاشماز على موقع ألو سيني (الفرنسية)
- نجاتي شاشماز على موقع أول موفي (الإنجليزية)
- نجاتي شاشماز على موقع قاعدة بيانات الأفلام السويدية (السويدية)
- نجاتي شاشماز على موقع قاعدة بيانات الفيلم (الإنجليزية)
- نجاتي شاشماز على موقع كينوبويسك (الروسية)